# Silkypix Developer Studio
Silkypix Developer Studio — платное программное обеспечение с закрытым исходным кодом, предназначенное для обработки файлов raw. Оно часто поставляется в комплекте с камерами таких производителей, как Fujifilm, Panasonic и Pentax.